# Dean Greenaway
Dean H. Greenaway (ur. 13 stycznia 1959) – lekkoatleta pochodzący z Brytyjskich Wysp Dziewiczych, specjalizujący się w biegach sprinterskich, olimpijczyk.

## Kariera
W roku 1978 zdobył srebrny medal, w biegu na 400 metrów, podczas CARIFTA Games 1978, rok później zajął trzecie miejsce na mistrzostwa Ameryki Środkowej i Karaibów w lekkoatletyce.
W 1984 roku reprezentował swój kraj na igrzyskach w Los Angeles, startował w biegu na 400 m mężczyzn i sztafecie 4 × 400 m – w obu przypadkach odpadł w eliminacjach.

## Rekordy życiowe
| Dystans            | Wynik | Miejsce    | Data         |
| ------------------ | ----- | ---------- | ------------ |
| bieg na 200 metrów | 21,23 | Les Abymes | 17 maja 1981 |
| bieg na 400 metrów | 46,04 | Lincoln    | 19 maja 1979 |

Jego rekord życiowy w biegu na 400 metrów, jest jednocześnie rekordem kraju, jest rekordzistą Brytyjskich Wysp Dziewiczych również w sztafecie 4 × 400 m (3:11,89 w 1984).
Obecnie pełni funkcję szefa British Virgin Islands Amateur Athletic Association.